# بندر ملو (مغوية)
بندر ملو (بالفارسية: بندرملو) هي قرية تقع في إيران في الناحية المركزية. يقدر عدد سكانها بـ 513 نسمة .